# La Neuville-sur-Oudeuil
La Neuville-sur-Oudeuil è un comune francese di 332 abitanti situato nel dipartimento dell'Oise della regione dell'Alta Francia.

## Società

### Evoluzione demografica
Abitanti censiti